# Wilhelm Josef Sinsteden
Wilhelm Josef Sinsteden (Cleves, 6 de maio de 1803 — Xanten, 12 de novembro 1891) foi um médico e físico alemão.
O seu sucesso se deve particularmente por suas investigações eletrofísica e como um autor de papéis físicos nas áreas do sistema ótico e da eletricidade.
Projetou indutores, disjuntores de circuito e um dos primeiros motores elétricos.
Desenvolveu em 1854 a bateria chumbo-acida, cuja modalidade da função foi desenvolvida uns quinze anos mais tarde por Raimond Planté (1834-1889).